# Мішел Річардсон (плавчиня)
Мішел Річардсон (англ. Michele Richardson, 28 квітня 1969) — американська плавчиня.
Призерка Олімпійських Ігор 1984 року.